# Бітовий потік
Потік біт або бітовий потік це послідовність біт.
Байтовий потік це послідовність байт. Зазвичай кожен байт це значення в наборі із 256 відмінних значень (октет), тому іноді використовується термін потік октетів. Октет можна закодувати як послідовність з 8 бітів багатьма різними способами (див. порядок байтів) тому не існує унікального і прямого перетворення між бітовими потоками і потоками байт. На практиці, бітові потоки не використовуються на пряму для кодування байтових потоків; канал передачі даних може використовувати сигнальний метод, який не перетворює в біти на пряму (наприклад, шляхом передачі сигналів набором багатьох частот) а зазвичай кодує і іншу інформацію, таку як сигнал синхронізації кадрів і корекції помилок разом із даними.
Бітові потоки і потоки байт широко використовуються в телекомунікаціях і комп’ютерній техніці: наприклад, технологія комунікації SDH передає синхронні бітові потоки, а протокол TCP передає байтові потоки без синхронізації.

## Визначення байтового потоку
Формально, байтовий потік це деяка абстракція, канал комунікації по якому один суб'єкт може відправити послідовність байтів з одного кінця на інший. Такий канал зазвичай двосторонній, але іноді бувають і односторонні. Майже в усіх випадках, канал має властивість його надійності; та ж сама послідовність байт, точно в тому самому порядку має бути на іншому кінці.

## Ресурси Інтернету
- bitstream [Архівовано 8 червня 2010 у Wayback Machine.] (англ.)
- A Programmable Bitstream Parser for Multiple Video Coding Standards (англ.)
- JPEG Bitstream Bytes [Архівовано 30 травня 2022 у Wayback Machine.] (англ.)